# Michael Vey (könyvsorozat)
A Michael Vey amerikai könyvsorozat, melynek szerzője Richard Paul Evans. 7 részből álló New York Times sikersorozat. Sci-fi, fantasy stílusú. 13+ a korhatára.

## Kötetek
1. A 25-ös cella foglya
2. Az Elgen felemelkedése
3. Az Ampère csatája
4. Vadászat Jáde Sárkányra
5. Elektromos vihar
6. Hádész bukása
7. Az utolsó szikra

## Szereplők
- Michael, Taylor, Ostin a kezdetekben, majd pedig Jack és Wade.
- Az akadémiáról kiszabadulás közben újabb tagok társultak az Elektroklánhoz. Ian, McKenna, Abigail, Grace, Zeusz.
- Később Tanner, Tessa, Nichelle és Cassy csatlakozott a dr. Hatch elleni harcban.
- Tuvalun Quentin, Tara és Torstyn is csatlakozik az Elektroklánhoz
- Dr. Hatch hűséges védencei Bryan, (Kylee csak az elején), az utolsó Ragyogó Zara.[1]

## Magyarul
- Michael Vey. A 25-ös cella foglya; ford. Robin Edina; Könyvmolyképző, Szeged, 2013 (Kaméleon könyvek)
- Michael Vey 2. Az Elgen felemelkedése; ford. Robin Edina; Könyvmolyképző, Szeged, 2014 (Kaméleon könyvek)
- Michael Vey 3. Az Ampère csatája; ford. Robin Edina; Könyvmolyképző, Szeged, 2015 (Kaméleon könyvek)
- Michael Vey 4. Vadászat Jáde Sárkányra; ford. Robin Edina; Könyvmolyképző, Szeged, 2015 (Kaméleon könyvek)
- Michael Vey 5. Elektromos vihar; ford. Robin Edina; Könyvmolyképző, Szeged, 2017 (Kaméleon könyvek)
- Michael Vey 6. Hádész bukása; ford. Robin Edina; Könyvmolyképző, Szeged, 2019 (Kaméleon könyvek)
- Michael Vey 7. Az utolsó szikra; ford. Robin Edina; Könyvmolyképző, Szeged, 2022 (Kaméleon könyvek)